# ایرینا کپتلووا
ایرینا کپتلووا (اوکراینی: Ірина Каптелова؛ زادهٔ ۳ ژوئن ۱۹۸۶) بازیگر، مدل، روزنامه‌نگار اهل اوکراین است.